# Kazimierz Więckowski
Kazimierz Więckowski (ur. 5 marca 1758 w Kamieńcu w województwie kaliskim, zm. ok. 1820) – polski oficer, dowódca oddziału stawiającego opór Prusakom w Kargowej.

## Życiorys
Kazimierz Więckowski był synem Józefa i Doroty z Krajewskich primo voto Sarneckiej. Patent oficerski otrzymał 15. października 1787 roku. Po ogłoszeniu drugiego rozbioru Polski nie wykonał rozkazu wycofania z oddawanych Prusom ziem i 22. stycznia 1793 roku stawił opór, kiedy to do nadgranicznej Kargowej około godziny dziewiątej wkroczył czwarty batalion pułku Frankenberga pod dowództwem majora von Milkau. Więckowski rozkazał swym żołnierzom zająć stanowiska w ratuszu przy oknach, nabić broń, a sam udał się na rozmowę z majorem von Milkau, która odyła się na rynku przed ratuszem. Na jego znak obrońcy ratusza otworzyli ogień. Mimo zadania Prusakom początkowo dotkliwych strat, obrońcy zostali pokonani. Później powstał mit, którego powstanie związane było być może już z raportem podporucznika K. N. Lenkiwicza do generała A. Byszewskiego z 29. stycznia 1793, jakoby większość obrońców poległa, a wśród nich także Więckowski zabity przez Prusaków w odwecia za otworzony ogień. Chcąc ocalić te wypadki od zapomnienia K. Jarochowski opisał je w ten sposób w roku 1884. Nowsze badania wykazały, że Więckowski w tej potyczce został jedynie ranny. Brał później udział w powstaniu kościuszkowskim i w lutym 1794 roku otrzymał awans na kapitana lejbkompanii. W 1803 roku został posesorem (czyli dzierżawcą) dóbr Kolno (zapewne Kolno w obecnym powiecie konińskim). Do podobnych wyników doszedł także redaktor Kurzawa z „Gazety Lubuskiej”, któremu udało się ponadto ustalić, że Więckowski zmarł śmiecią nauralną ok. 1820 roku.